# Drymeia bispinula
Drymeia bispinula är en tvåvingeart som beskrevs av Xue, Pont och Wang 2008. Drymeia bispinula ingår i släktet Drymeia och familjen husflugor. Inga underarter finns listade i Catalogue of Life.